# دانشگاه کوئینزلند مرکزی
دانشگاه کوئیزلند مرکزی (به انگلیسی: Central Queensland University) که به اختصار CQU نامیده می‌شود یکی از دانشگاه‌های عمومی/دولتی استرالیا است.
این دانشگاه در منطقه «کوئینزلند مرکزی» قرار گرفته و پردیس اصلی آن در شهر راکهمپتون می‌باشد. همچنین این دانشگاه در سایر شهرهای این ایالت مانند بریزبین و نیز در دیگر بخش‌های استرالیا چون سیدنی و ملبورن شعبه دارد که این شعبه‌ها بیشتر بر روی جذب دانشجویان خارجی متمرکز هستند. همچنین CQU شعبه‌هایی در کشورهای دیگر دارد.
دانشگاه کوئیزلند مرکزی در سال ۱۹۶۷ تأسیس شده و در سال ۲۰۰۶ بیش از بیست و شش هزار نفر دانشجو داشته‌است. رشته‌های گوناگونی در این دانشگاه تدریس می‌شود که بیشتر آنها مقاطع کارشناسی و کارشناسی ارشد و برخی نیز دوره دکترا دارند.حوزه های تحصیلی دانشگاه کوئینزلند مرکزی شامل کارآموزی، بازرگانی و آموزش، تجارت و کسب و کار، حسابداری و حقوق، هنرهای خلاق، اجرا و تجسمی، آموزش و پرورش و علوم انسانی، مهندسی و محیط ساخت، سلامت و بهداشت، فناوری اطلاعات و رسانه های دیجیتال، روانشناسی، مددکاری اجتماعی و خدمات اجتماعی، علوم و محیط و آماده سازی جهت کار و تحصیل است.کیفیت دانشگاه کوئینزلند مرکزی توسط طرح ملی اعتباربخشی ELT (NEAS) تضمین شده و امتیاز پنج ستاره ای را توسط سیستم رتبه بندی QS به واسطه ویژگی بین المللی سازی خود دریافت کرده است.

## رتبه بندی
طبق رتبه‌بندی QS در سال ۲۰۱۹، دانشگاه کوئینزلند مرکزی، در رتبه ای بین ۶۵۰ -۶۰۱ دانشگاه های برتر جهان و رتبه ۲۶دانشگاه های برتر استرالیا قرار دارد. هم‌چنین، طبق رتبه بندی تایمز در سال ۲۰۱۹، این دانشگاه در بین ۶۰۰ دانشگاه برتر جهان قرار دارد.

## پردیس
پردیس آدلاید-  دانشگاه کوئیزلند مرکزی آدلاید واقع در جنوب غرب شهر در نزدیکی زمین های نمایش آدلاید بوده و دارای دسترسی آسان به وسائل مختلف حمل و نقل عمومی است.
پردیس Biloela- پردیس Biloela دانشگاه دانشگاه کوئیزلند مرکزی که در 120 کیلومتری شهر بندری Gladstone قرار دارد تجهیزاتی نظیر ویدیو کنفرانس و اتاق های کامپیوتر و نیز مکانی ارام جهت مطالعه یا دیدار با دیگر دانشجویان را ارائه می کند.
پردیس بریزبین- پردیس بریزبین دانشگاه کوئیزلند مرکزی در قلب منطقه مرکزی تجاری قرار داشته و مکان مناسبی برای تحصیل است. این پردیس، در سال 2011 مجددا تجهیز شد.
پردیس بوندابرگ- پردیس بوندابرگ دانشگاه سی کیو در شش کیلومتری مرکز شهر بوندابرگ قرار دارد.پردیس بوندابرگ دانشگاه کوئیزلند مرکزی یک پردیس مدرن و چندمنظوره است که تجهیزات جدید و ساختمان های مدرنی را برای استفاده دانشجویان دارا می باشد.  این پردیس دارای کلاس های کم جمعیت و خدمات آموزشی با کیفیتی در طیف وسیعی از رشته های تحصیلی دانشگاهی است.
پردیس امرفیلد- پردیس امرفیلد دانشگاه کوئیزلند مرکزی معروف به داشتن دانشجویانی است که به تحصیل تجارت همراه با کارآموزی می پردازند. این پردیس مکانی را برای دریافت خدمات پشتیبانی، شکل گیری گروه های تحصیلی و منابع دسترسی و فناوری در اختیار دانشجویان قرار می دهد.

## پیوندها
- دربارهٔ CQU در وپ انگلیسی
- وبسایت دانشگاه